# Christos Sartzetakis
Christos Sartzetakis GColIH (Salônica, 6 de abril de 1929 – Atenas, 3 de fevereiro de 2022) foi um juiz e politico grego. Ocupou o cargo de Presidente da Grécia de 30 de março de 1985 até 4 de maio de 1990.
A 12 de novembro de 1990, foi agraciado com o Grande-Colar da Ordem do Infante D. Henrique de Portugal.

## Presidência
Em março de 1985, o governo chefiado pelo primeiro-ministro Andreas Papandreou anunciou planos para reduzir os poderes da presidência, e o partido governista PASOK se recusou a renovar o mandato de Konstantinos Karamanlis. Karamanlis renunciou e Sartsetakis foi eleito pelo parlamento para um mandato de 5 anos como o quarto presidente da República Helénica (ou quinto, incluindo o presidente pro tempore Alevras). Sem filiação política oficial, Sartzetakis foi presidente de 30 de março de 1985 a 5 de maio de 1990.
Sartsetakis foi visto como um herói da democracia. Embora fosse altamente considerado pela esquerda grega, ele sempre foi um nacionalista grego anticomunista em suas opiniões políticas pessoais. Seu zelo para descobrir os fatos por trás do assassinato de Grigoris Lambrakis não se baseava em suas opiniões políticas, mas em seu profissionalismo e senso de dever. Sartsetakis foi homenageado várias vezes como doutor honoris causa e recebeu as mais altas condecorações de muitos estados. Ele era conhecido e respeitado por sua integridade como juiz e como defensor da democracia.
Sartzetakis morreu em 3 de fevereiro de 2022 em um hospital de Atenas.